# Adina or Il califfo di Bagdad
Adina or Il califfo di Bagdad (título original en italiano; en español, Adina o El califa de Bagdad) es una farsa en un actos con música de Gioachino Rossini y libreto en italiano de Gherardo Bevilacqua Aldobrandini, que es a su vez una reducción del libreto Il califo e la schiava de Felice Romani, que fue musicado por Francesco Basily. Se estrenó en el Real Teatro de San Carlos de Lisboa el 22 de junio de 1826.
La ópera, encargada por el Teatro San Carlos de Lisboa, fue compuesta por Rossini en Bolonia entre la mitad de abril y finales de mayo del año 1818. A causa de la prisa, Rossini compuso sólo tres números, esbozó otro, cogió tres números de su Sigismondo y confió en colaboradores la composición de los otros números y de los recitativos. La génesis de la ópera presenta muchos puntos oscuros, por los cuales la ópera sólo se estrenó en Lisboa ocho años después del encargo. Ninguna otra ejecución está documentada hasta que se retomó en tiempos modernos, por la Accademia Chigiana de Siena en el año 1963.